# Црква Успења Пресвете Богородице у Младеновцу
Црква Успења Пресвете Богородице у Младеновцу припада Епархији шумадијској Српске православне цркве. Евидентирана је као непокретно културно добро које ужива статус претходне заштите.

## Историјат
До формирања самосталне младеновачке парохије, 1902. године, становници села и вароши Младеновац одлазио је на богослужења у цркву Светог цара Константина и царице Јелене у Влашкој. Исте године у тадашњој основној школи отворена је капела у којој су вршена Богослужења и чинодејста. Главни иницијатори за подизање цркве у Младеновцу, чији су темељи освећени 18. јуна 1908. године, били су јереј Милан С. Арсић тадашњи парох младеновачки и председник општине Сретен Петровић. Темеље је осветио протојереј Петар Поповић, парох влашкански, уз саслужење околног свештенства и месног паоха Милана С. Арсића.
Црква је саграђена до 1910. године, а освећење је извршио на Велику Госпојину 28. августа 1929. године, Патријарх српски Димитрије. 

## Архитектура
Црква посвећена Успењу Пресвете Богородице саграђена је у српско-византијском стилу у облику уписаног крста по плану архитекте Гргура Миловановића, под надзором инжињера Милоша Симоновића, а радове су изводили Кузман и Стеван Наумовић родом из Македоније. Црква је сазидана од тврдог материјала и споља је била офарбана црвено-жутом бојом.
После Првог светског рата приступило се генералној обнови, пошто је у ратним дејствима у великој мери пострадала. Црква је омалтерисана споља и унутра, постављен је скупоцен мермерни иконостас од венчачког мермера који је израдио вајар и академски сликар Михајло Миловановић родом из Ужица. Први живопис у цркви урађен је у периоду од 1924‒1929. године. Овај живопис је трајао мало после рата. Треба истаћи да се на западној страни унутрашњости цркве на хору налазила слика краља Александра I Карађорђевића на белом коњу, која симболично представља краља, као победиоца, који убија аждају са две главе (аждаја у овом случају представља немачку и аустријску војску).